# 艾及·毛拉纳·维克里
艾及·毛拉纳·维克里（2000年7月7日—）是印尼足球运动员，司职边锋。目前效力印尼甲级联赛俱乐部德瓦联，同时也代表印度尼西亚国家足球队。

## 荣誉

### 俱乐部
格但斯克萊吉亞
- 波蘭超級盃：2019
- 波蘭盃：2018–19

### 国家队
印尼U19
- 東南亞足協U-19青年錦標賽季军：2017、2018

印尼U23
- 东南亚运动会：
  - 银牌2019
  - 铜牌2021

印尼
- 东南亚足球锦标赛亚军：2020年东南亚足球锦标赛